# Fall Achse

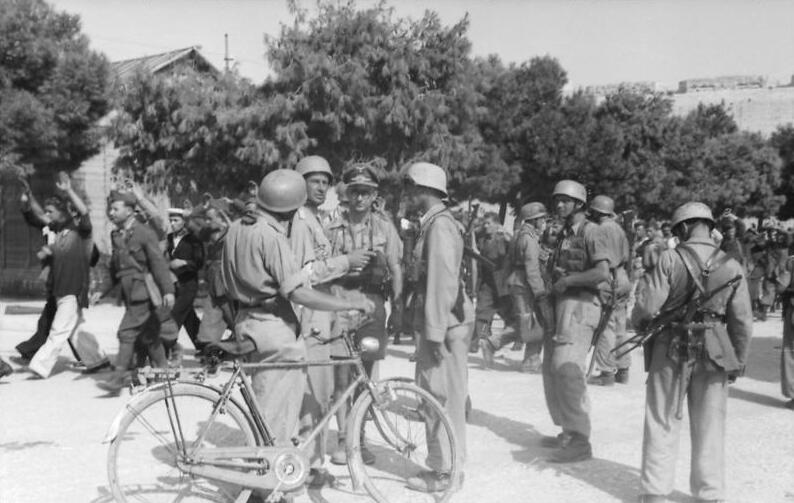
Fallschirmjäger der 2. Fallschirmjäger-Division mit gefangen genommenen italienischen Soldaten südlich von Rom

1940–1945: Luftangriffe auf Italien
1940: Angriff auf Tarent
1943: Operation Husky (Lehrgang) – Waffenstillstand von Cassibile – Invasion in Italien (Baytown, Avalanche, Slapstick) – Fall Achse – Schlacht um Ortona
1944: Schlachten am Monte Cassino – Operation Shingle – Gotenstellung – Schlacht von Monte Castello
1945: Frühjahrsoffensive
Fall Achse war der Deckname einer Operation des Oberkommandos der Wehrmacht während des Zweiten Weltkrieges. Er sah die Besetzung Italiens für den Fall vor, dass der Verbündete kapitulierte bzw. aus dem Krieg ausschied. Die Operation trug zunächst den Namen Unternehmen Alarich (nach dem westgotischen Herrscher Alarich I.), wurde dann aber nach dem Sturz Mussolinis am 25. Juli 1943 in Fall Achse umbenannt.
Nach dem am 3. September geschlossenen und am 8. September 1943 bekannt gegebenen Waffenstillstand von Cassibile zwischen der neuen italienischen Regierung Badoglio und den Alliierten wurde der Fall Achse ausgelöst. Infolgedessen besetzte die deutsche Wehrmacht binnen weniger Tage Nord-, Mittel- und Teile Süditaliens, am 10. September nahm sie Rom ein. Die Deutschen befreiten im Unternehmen Eiche Mussolini, entwaffneten und internierten einen Großteil der italienischen Streitkräfte. Am 23. September 1943 gründeten Mussolinis Faschisten die Italienische Sozialrepublik („Republik von Salò“) als Marionettenstaat der deutschen Besatzungsmacht.

## Vorgeschichte
Am 10. Juli 1943 begann mit der alliierten Landung auf Sizilien (→ Operation Husky) der Italienfeldzug. Innerhalb der nächsten zwei Wochen wurden die deutsch-italienischen Verbände auf einen immer kleiner werdenden Brückenkopf am Ätna zurückgedrängt. Die sich seit der Niederlage in Nordafrika formierenden Widerstandsbewegungen gegen Mussolini strebten nun nach seiner Absetzung. Auf einer Sitzung des Großen Faschistischen Rates am 24./25. Juli wurde Mussolini entmachtet und anschließend auf Befehl von König Viktor Emanuel III. verhaftet. Als neuer Ministerpräsident wurde Pietro Badoglio eingesetzt.
Den Versicherungen der Regierung Badoglio, dem Achsenbündnis treu bleiben zu wollen, schenkte man auf deutscher Seite nur noch wenig Glauben. Die bereits zu einem früheren Zeitpunkt erarbeiteten Planungen und Vorbereitungen zur Übernahme der italienischen Besatzungsgebiete auf dem Balkan und in Frankreich (Deckname Konstantin) und zur Besetzung Italiens selbst (Deckname Alarich) wurden nun reaktiviert und zum Fall Achse zusammengefasst. Zusätzlich zu den bereits in Italien befindlichen deutschen Verbänden wurden Truppen der neu gebildeten und von Generalfeldmarschall Erwin Rommel befehligten Heeresgruppe B, deren Hauptquartier zunächst in München eingerichtet wurde, an der Alpengrenze zusammengezogen.
Hauptziele der Operation waren:
- die Entwaffnung der italienischen Truppen
- die Festsetzung der italienischen Flotte
- die Beschlagnahmung von Waffen und sonstiger kriegswichtiger Ausrüstung
- die vollständige Räumung Sardiniens und Korsikas
- Stabilisierung der übrigen Fronten in Italien

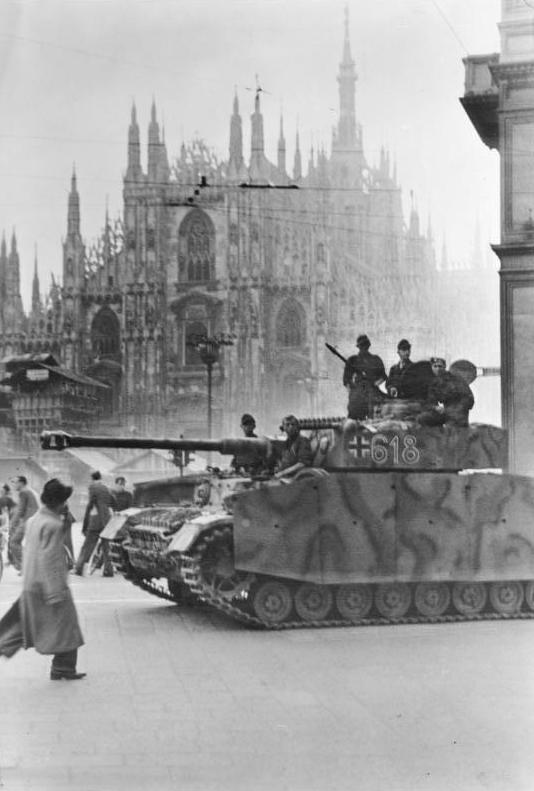
Panzer der Leibstandarte SS Adolf Hitler auf dem Platz vor dem Mailänder Dom

Durch das Mithören eines Funkferngespräches zwischen Roosevelt und Churchill am 29. Juli war die deutsche oberste Führung frühzeitig über den bevorstehenden Waffenstillstand unterrichtet.
Ab dem 1. August rückten acht deutsche Divisionen, darunter zwei Panzerdivisionen, der Heeresgruppe B mit italienischer Zustimmung über die Grenze und besetzten trotz italienischer Beschwerden (die italienische Führung hätte eine Verstärkung der Front befürwortet) nach und nach Oberitalien. Die 2. Fallschirmjäger-Division flog aus Frankreich ein und bezog Stellungen um Rom. In der Folge fand am 6. August eine Konferenz in Tarvis statt, bei der das gegenseitige Misstrauen jedoch nur oberflächlich übertüncht wurde. In der Tat hatten die Italiener zu diesem Zeitpunkt bereits Gespräche mit den Westalliierten aufgenommen. Wenig später begannen die Vorbereitungen zur Evakuierung der auf Sizilien eingesetzten Truppen der Achsenmächte auf das Festland.

## Verlauf

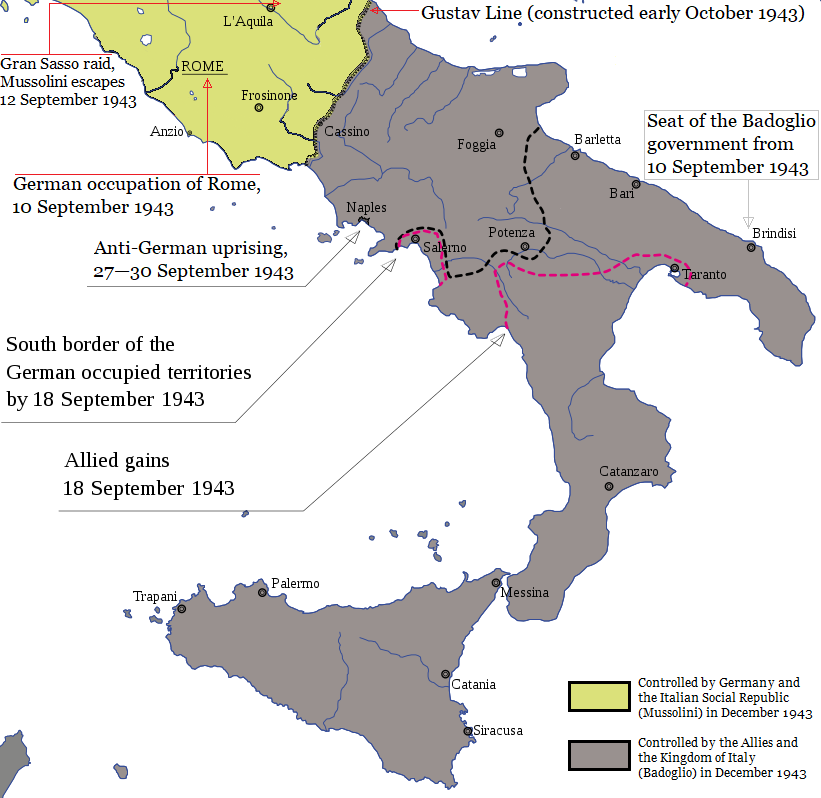
Ausdehnung der deutschen und alliierten Besatzung in Süditalien, September bis Dezember 1943

Verfolgung der italienischen Flotte aus La Spezzia

Am 3. September landeten zwei britische Divisionen bei nur minimalem Widerstand der Verteidiger auf dem italienischen Festland. Am gleichen Tag schloss die neue italienische Regierung den Waffenstillstand von Cassibile mit den Alliierten, der jedoch erst am 8. September bekanntgegeben wurde. Daraufhin leitete der Oberbefehlshaber Süd, Generalfeldmarschall Albert Kesselring, in seinem Befehlsbereich den Fall Achse ein, in dem die Deutschen alle italienischen Verbände entwaffneten. Mit der Durchführung der Operation in Norditalien wurde die Heeresgruppe B unter dem Kommando von Erwin Rommel betraut.
Das OKW hatte eine solche Entwicklung bereits Anfang 1943 befürchtet und im Verlauf des ersten Halbjahres 1943 deutsche Truppen strategisch auf alle Regionen Italiens verteilt. Dies sollte den schnellen Erfolg der Operation sicherstellen.
Am 10. September besetzten deutsche Truppen Rom und am 12. September gelang es einem deutschen Fallschirmjäger-Kommando, Mussolini aus seiner Gefangenschaft im Hotel Campo Imperatore zu befreien (Unternehmen Eiche). Mussolini wurde nach Ostpreußen gebracht; er übernahm wenig später die Leitung einer Marionetten-Regierung in Norditalien (Republik von Salò) und setzte den Kampf an deutscher Seite fort. Ebenfalls am 10. September errichteten deutsche Heeresgruppen die Operationszone Adriatisches Küstenland und die Operationszone Alpenvorland, die kurz darauf in die Republik von Salò eingegliedert wurden.
Die italienische Flotte konnte sich zu großen Teilen dem Zugriff entziehen – lediglich das Schlachtschiff Roma wurde durch deutsche Bomber versenkt. Auf den griechischen Inseln Kefalonia und Korfu leisteten die dort stationierten italienischen Truppen heftigen Widerstand gegen ihre Entwaffnung. Im Massaker auf Kefalonia (21./22. September 1943) wurden nach ihrer Gefangennahme mehr als 5000 italienische Soldaten erschossen.

## Resultate
Laut Bericht der Heeresgruppe B wurden allein bis zum 19. September insgesamt 82 italienische Generäle, 13.000 weitere Offiziere und etwa 400.000 Soldaten entwaffnet und in Gefangenschaft genommen – hiervon waren 183.000 Soldaten bereits in Internierungslager in Deutschland überstellt worden. Laut Führerbefehl erhielten sie nicht den Status von Kriegsgefangenen, sondern von Militärinternierten, auf die die Genfer Konventionen nicht angewendet wurden.

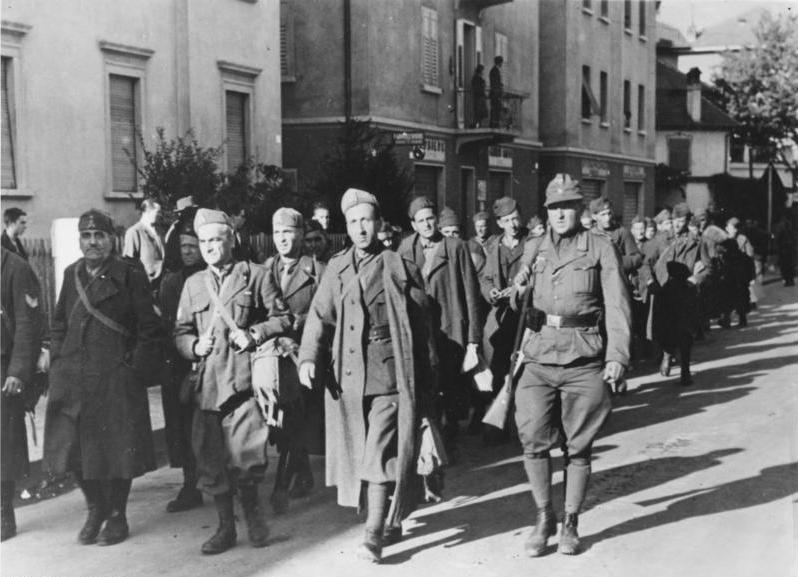
Entwaffnete italienische Soldaten in Bozen

Vom 8. September 1943 bis zum 2. Mai 1945 ermordeten Angehörige der Wehrmacht, SS und Polizei in Italien rund 11.400 italienische Militärangehörige, 44.720 Partisanen sowie 9.180 weitere Männer, Frauen und Kinder.
Am 13. Oktober erklärte die Badoglio-Regierung dem Deutschen Reich den Krieg. An der Seite der verbliebenen offiziellen italienischen Verbände operierte eine kampfstarke Widerstandsbewegung von 256.000 Frauen und Männern, die 1944 mit ihren Kampfhandlungen zehn Wehrmachtsdivisionen band.

Das Kriegstagebuch des OKW bezeichnete die Zeit zwischen dem abgehörten Gespräch (Churchill – Roosevelt) und dem 8. September als 

„gut genutzt. Die unter mancherlei Vorwänden erfolgte Infiltration einer ganzen deutschen Armee nach Nord- und Mittelitalien unter gleichzeitiger Sicherung der von den Italienern besetzten Paßstraßen und Eisenbahn-Kunstbauten ist ein organisatorisches und militärpolitisches Meisterstück des Wehrmachtführungsstabes gewesen. Auch war es noch rechtzeitig gelungen, auf dem Balkan die Befehlsverhältnisse so zu regeln, daß deutsche Verbände an allen wichtigen Abschnitten standen bzw. an sie in Kürze herangeführt werden konnten. Infolge des vorzeitigen Bekanntwerdens der Kapitulation Italiens am 8. September abends gelang es, die italienische Wehrmacht so rasch zu entwaffnen, daß der Gegner dieses Schwächemoment der deutschen Truppen, die zunächst durch die Entwaffnungsaktion gebunden waren, nicht auszunutzen vermochte.“